# Кубок африканських чемпіонів 1976
Кубок африканських чемпіонів 1976 — 12-й розіграш турніру, що проходив під егідою КАФ. Матчі проходили з квітня по 12 грудня 1976 року. Турнір проходив за олімпійською системою, команди грали по два матчі. Усього брали участь 25 команд. Чемпіонський титул уперше здобув алжирський клуб МК «Алжир» з однойменного міста.

## Перший раунд
| Команда 1          | Заг.           | Команда 2            | 1-й матч | 2-й матч |
| ------------------ | -------------- | -------------------- | -------- | -------- |
| КАРА               | 4:2            | Імана                | 4:0      | 0:2      |
| Аль-Аглі (Бенгазі) | 4:5            | МК Алжир             | 3:2      | 1:3      |
| Кор Асенюмо        | 5:6            | Сімба (Дар-ес-Салам) | 4:2      | 1:4      |
| Діараф             | 10:2           | Ош Баланташ          | 6:1      | 4:1      |
| Експресс           | 1:1 (пен. 4:3) | Кайман (Дуала)       | 1:0      | 0:1      |
| Луо Уніон          | 5:1            | Сент:Джордж          | 3:1      | 2:0      |
| Реал Банжул        | 0:4            | Джоліба              | 0:2      | 0:2      |
| Сілурес            | т. п.          | АСФАН                | —        | —        |
| Асанте Котоко      | т. п.          | Окоуме               | —        | —        |

Примітки
1. ↑  «АСФАН» знявся з турніру.
2. ↑  «Окоуме» знявся з турніру.

## Другий раунд
| Команда 1       | Заг.    | Команда 2              | 1-й матч | 2-й матч |
| --------------- | ------- | ---------------------- | -------- | -------- |
| Асанте Котоко   | 2:2(a)  | КАРА                   | 1:0      | 1:2      |
| МК Алжир        | 3:1     | Аль-Аглі (Каїр)        | 3:0      | 0:1      |
| Грін Баффалоз   | 4:2     | Сімба (Дар-ес-Салам)   | 3:2      | 1:0      |
| Ломе I          | 1:2     | Діараф                 | 1:1      | 0:1      |
| Енугу Рейнджерс | 2:2 (ч) | Експресс               | 0:0      | 2:2      |
| Луо Уніон       | т. п.   | Аль-Меррейх (Омдурман) | —        | —        |
| Джоліба         | 2:3     | Гафія                  | 2:1      | 0:2      |
| АСЕК Мімозас    | 4:0     | Сілурес                | 2:0      | 2:0      |

Примітки
1. ↑  «Аль-Меррейх» знявся з турніру.

## Фінальний етап

### Чвертьфінал
| Команда 1     | Заг. | Команда 2       | 1-й матч | 2-й матч |
| ------------- | ---- | --------------- | -------- | -------- |
| Асанте Котоко | 2:2  | АСЕК Мімозас    | 2:1      | 0:1      |
| МК Алжир      | 7:3  | Луо Уніон       | 6:3      | 1:0      |
| Грін Баффалоз | 3:4  | Енугу Рейнджерс | 3:1      | 0:3      |
| Діараф        | 2:6  | Гафія           | 2:2      | 0:4      |

### Півфінал
| Команда 1       | Заг. | Команда 2 | 1-й матч | 2-й матч |
| --------------- | ---- | --------- | -------- | -------- |
| Енугу Рейнджерс | 2:3  | МК Алжир  | 2:0      | 0:3      |
| АСЕК Мімозас    | 3:5  | Гафія     | 3:0      | 0:5      |

## Фінал
| 5 грудня 1976 |

| МК Алжир | 3:0 | Гафія |
| -------- | --- | ----- |
|          |     |       |

| «5 липня 1962 року», Алжир Глядачів: |

| 5 грудня 1976 |

| Гафія | 3:0      | МК Алжир |
| ----- | -------- | -------- |
|       |          |          |
|       | Пенальті |          |
|       | 1:4      |          |

| «28 вересня», Конакрі Глядачів: |

| : | Чемпіон Кубка африканських чемпіонів 1976 [[Файл:Flag of Algeria.svg\|border\|border\|100px\|Алжир]] МК Алжир (1-й титул) |